# Jungfrutjärnen (Norsjö socken, Västerbotten, 721817-167858)
Jungfrutjärnen är en sjö i Norsjö kommun i Västerbotten och ingår i Skellefteälvens huvudavrinningsområde.